# François Luxembourg
François Luxembourg, francoski maršal, * 1628, † 1695.